# Paglione
Il Paglione (in francese Paillon, in occitano ed in dialetto nizzardo Palhon secondo la norma classica della lingua occitana o Palhoun secondo la norma mistraliana) è un fiume costiero delle Prealpi mediterranee, dalle caratteristiche torrentizie, che si getta nella baia degli Angeli a Nizza, sul lungomare della Promenade des Anglais.

## Caratteristiche
La lunghezza del suo corso d'acqua è di 36.3 chilometri, e costituisce il principale bacino idrografico nizzardo, che ha la sorgente a 1.300 metri d'altitudine sui pendii del Monte Auri (Mont Auri), prossima al Col de Braus, ad una trentina di chilometri a nord di Nizza.
Il suo bacino principale di 250 km² si divide in quattro diversi affluenti: il Paglione di Levenzo (Paillon de Levens), il Paglione di Conti (Paillon de Contes), il Paglione di Scarena (Paillon de l'Escarène) ed il Paglione di Laghetto (Paillon de Laguet o Laghet) per formare, a livello del comune di Drap, il "Paglione di Nizza" (le Paillon de Nice).
Ciò nondimeno, il Paglione di Levenzo raggiunge gli altri Paglioni a livello del comune di Nizza, e la riunione dei quattro corsi d'acqua in un solo canale, a forte pendenza, in una vallata incassata, rende le sue piene massive e devastatrici allorché esse arrivano in prossimità dell'agglomerato nizzardo.
La sua portata può raggiungere 500 m³/s per le piene decennali e ben 1000 m³/s per le centennali. In occasione delle piene, la popolazione era avvertita da un dispositivo di vedette a cavallo al galoppo sulle riva al grido di «Paiùn vèn! Paiùn vèn!», cioè il "Paglione viene", vale a dire che è in arrivo l'ondata di piena.
Le principali piene sopraggiungono nel 1241, 1530, 1635, 1681, 1702, 1715, 1750, 1773, 1775, 1788, 1852, 1862, 1882, 1886, 1911, 1913, 1940, 1979 e 1994.
Malgrado i suoi straripamenti, il Paglione è intimamente legato alla vita quotidiana dei nizzardi, poiché esso rappresentava in passato la sua principale fonte d'energia.
Fino al XIX secolo per controllare meglio la portata irregolare del torrente, la città di Nizza derivava, per mezzo di sbarramenti, chiamati in gergo tecnico idraulico "bastardi" o “bastardacci", il suo corso d'acqua verso gallerie di captazione, scavate attraverso la muraglia. L'acqua del Paglione, così stornata per deviazione all'interno dei baluardi, alimentava i canali all'aperto e sotterranei azionando le ruote dei mulini per la macinazione della farina, a "tanno" per la concia delle pelli.
Il Paglione è un torrente focoso, ma più di sovente è pacifico e quieto, ed in estate il suo letto diviene pressoché inesistente perché costantemente in secca, e ciò fa dire ai cronisti dell'epoca che il Paglione appariva come un fiume astratto e puramente mitico. Prima della sua copertura, il torrente era il regno delle lavandaie (bugadières), le quali utilizzavano il suo magro braccio d'acqua come "lavatoio pubblico", offrendo così ai visitatori lo spettacolo d'un fiume che serviva soltanto a lavare e asciugare la biancheria e le lenzuola.

## Arginatura e Copertura
- Arginatura

L'arginamento del Paglione è sempre stato una priorità per le diverse amministrazioni della città. Sin dal periodo medievale e fino al principio del periodo classico, la riva sinistra è stata canalizzata dalle fortificazioni "Vecchia Nizza" dal "Ponte Nuovo" della città a "Piazza Vittorio", oggi "Piazza Garibaldi".
Fin dal 1828, sotto il regno di Sardegna e Piemonte, la municipalità decise di riadattare tali antiche fortificazioni in boulevard sul modello dei quai francesi della Senna a Parigi e dei lungarno a Firenze e Pisa. Nello stesso tempo, il problema si pose a valle del Ponte nuovo, con l'estensione dei sobborghi (faubourg in francese) su entrambe le rive. L'annesso allegato al Piano Regolatore, con lettere patenti del 26 maggio 1832 del "Consiglio d'Ornato", decise l'arginatura del Paglione sulle rive destra e sinistra fino alla foce a partire dai muri del Ponte Nuovo, i cui lavori sono stati realizzati dal 1832 al 1836. Le rive furono allora riadattate in lungofiume tipo banchina italiana o quai parigino secondo il modello stabilito nel 1828. I lavori delle banchine fluviali verso il mare terminarono nel 1863, e formarono, all'incontro con le banchine marine, nell'angolo d'intersezione, il giardinetto pubblico dei Focesi in onore dei coloni greci fondatori di Marsiglia, e sulla riva destra il giardino pubblico dedicato ad Alberto I.
- Copertura

Nel 1868 la prima copertura diede origine all'attuale giardinetto Général Leclerc. Poi, tra il giardinetto Général Leclerc" ed il Pont Neuf, nel 1884 venne costruito il Casinò municipale. Nel 1891 i lavori proseguirono verso la foce, permettendo la riunione delle due parti, allora opposte, di Place Masséna, e nel 1893, la creazione dell'attuale giardino pubblico Alberto I di Monaco. Nel 1921, il Paglione è stato coperto dal giardinetto "Leclerc" a "Via Tondutti" di Scarena (L'Escarène), comportando così la distruzione del leggendario "Ponte Vecchio" di Nizza. Nel 1931 è stata inaugurata l'Esplanade Risso che, dopo la seconda guerra mondiale, è stata congiunta al troncone situato a valle. La copertura del Paglione ha avuto termine nel 1972, con la demolizione dello storico "Ponte Barla".

## Toponimia
Un'ipotesi creativa del toponimo, anche se assai probabile e forse verosimile, ma non sufficientemente documentata storicamente, vuole un'origine locale del nome, che proverrebbe suggestivamente dalle «pagliuzze» d'oro, in francese "paillettes", nel significato anche di lustrini, raccolte nell'alveo del fiume durante l'antichità.

## Galleria d'immagini

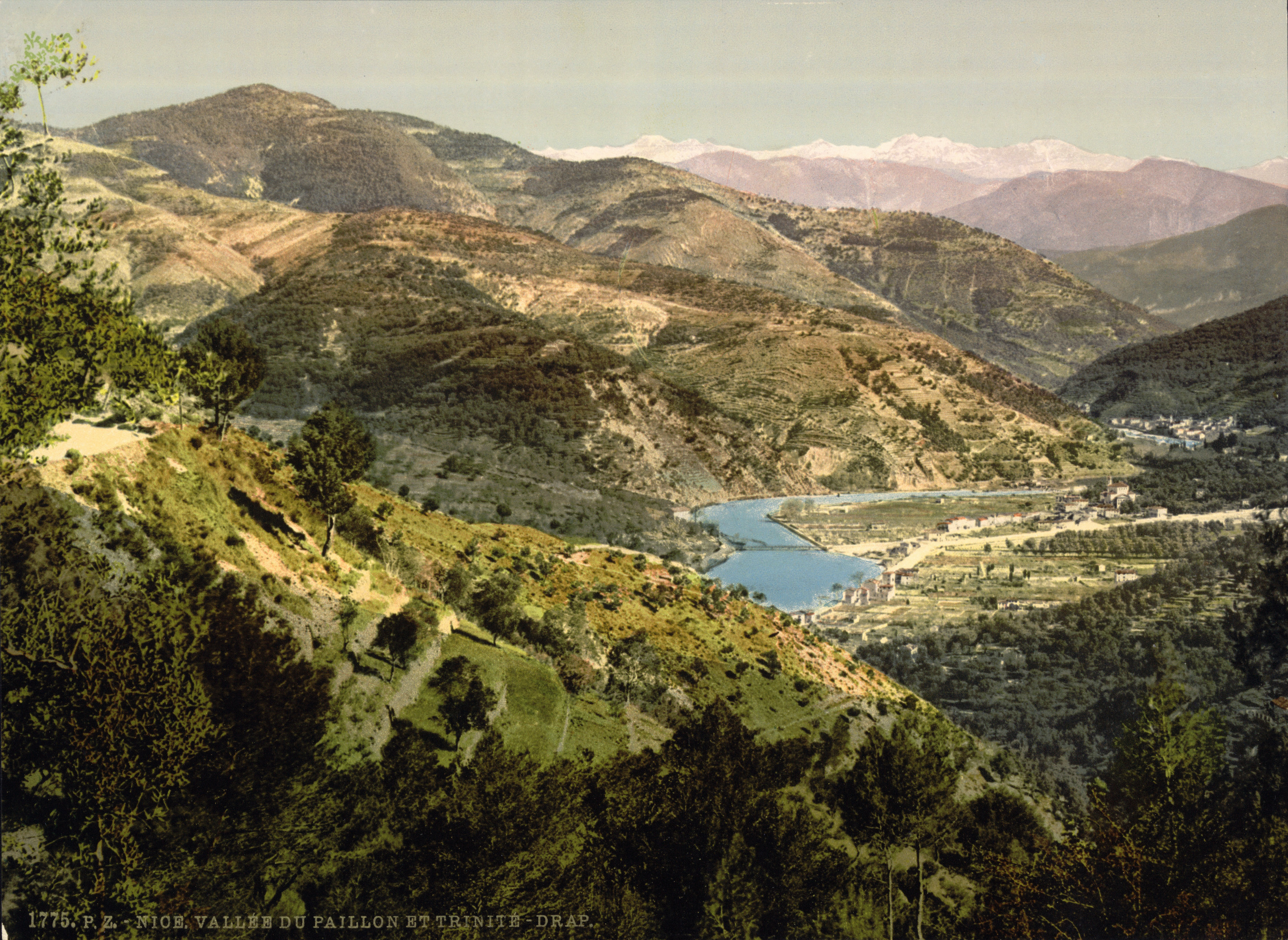
La vallata del Paglione alla fine del XIX secolo
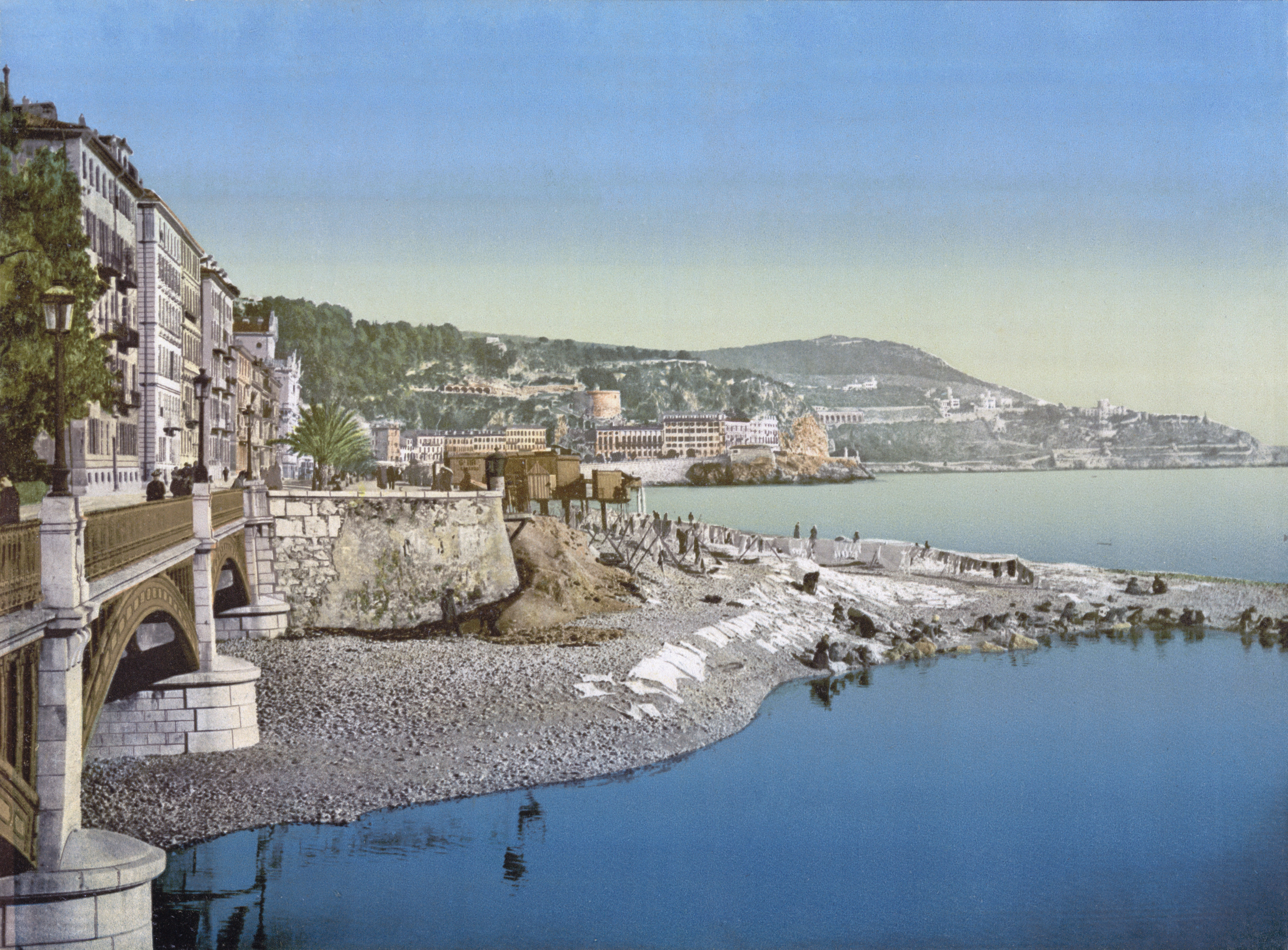
Il ponte degli Angeli (pont des Anges) alla foce di Nizza.
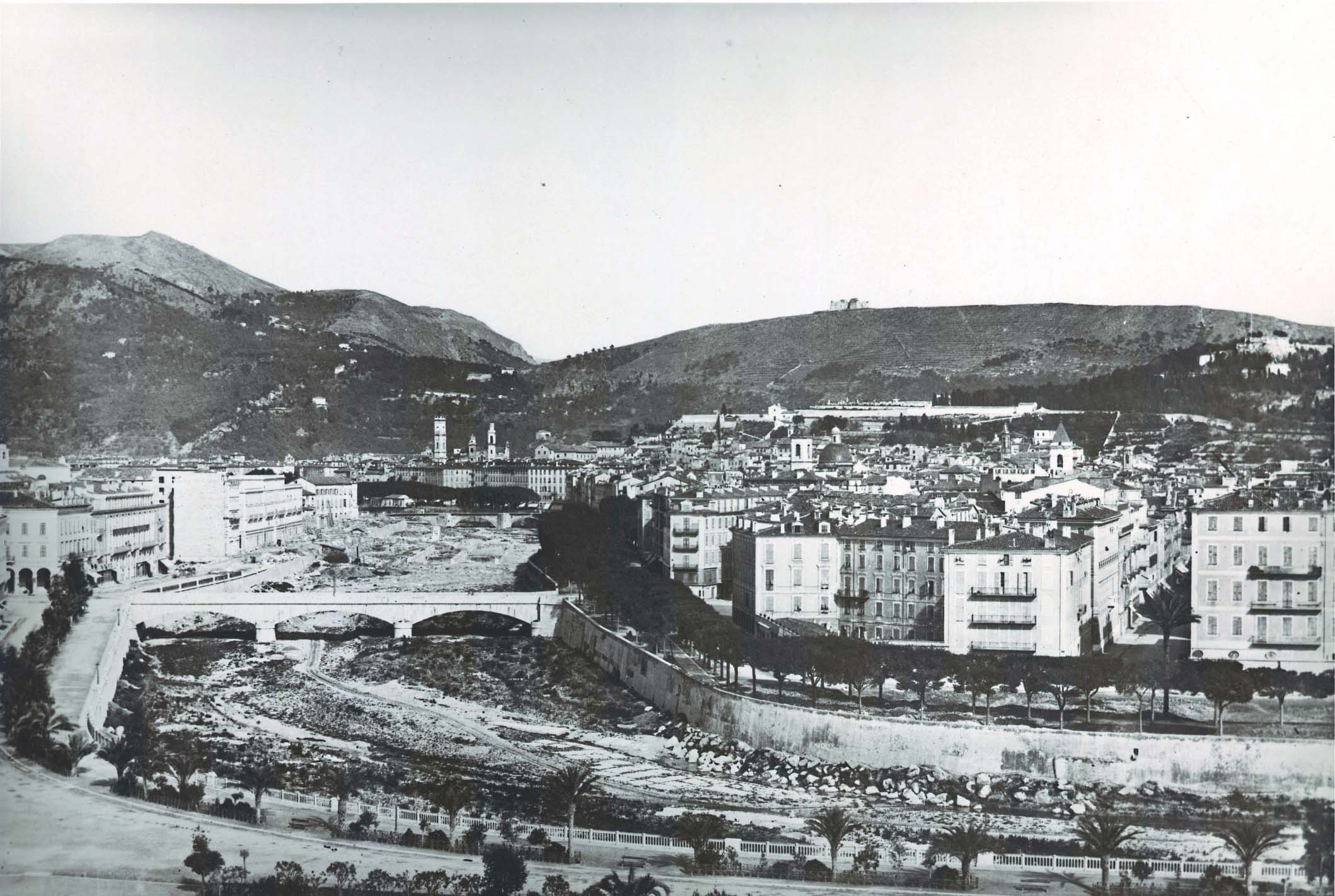
Il Paglione arginato giusto poco prima della sua sbrasatura.
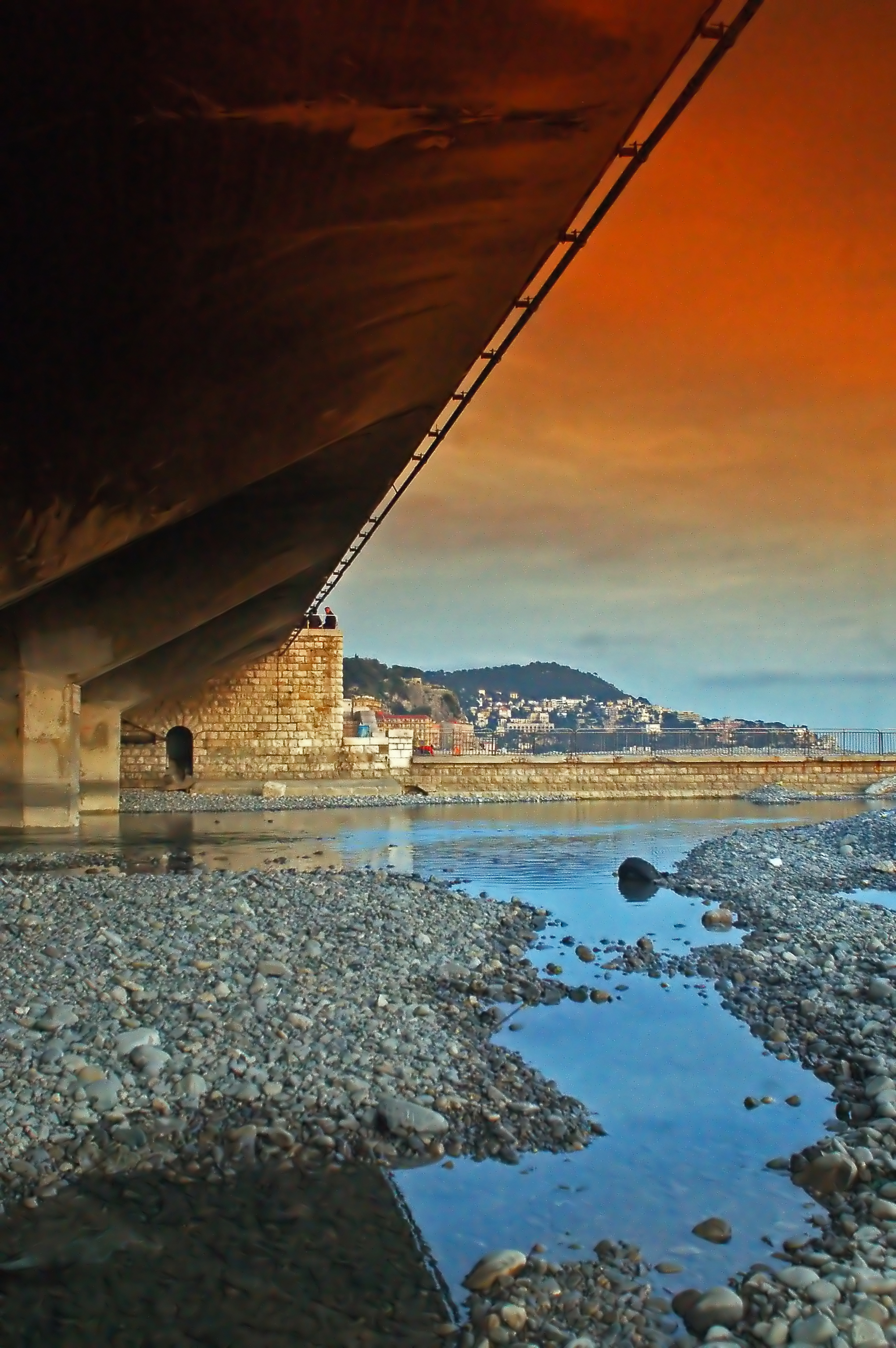
La foce del torrente Paglione, al giorno d'oggi, nella baia degli Angeli a Nizza.
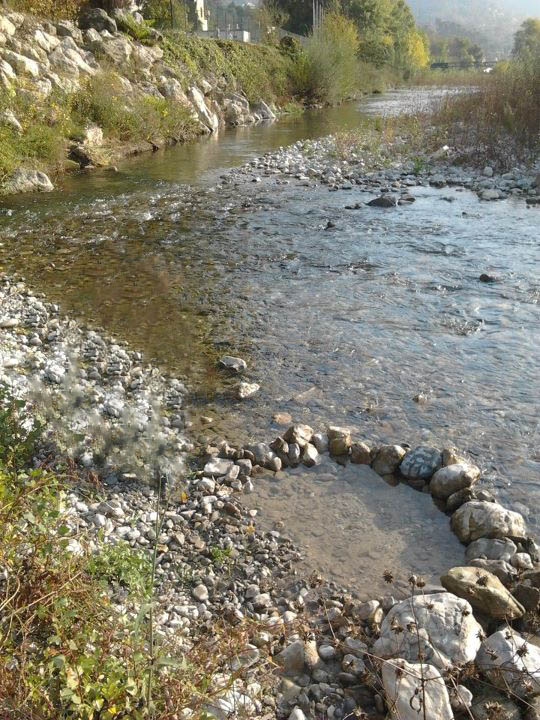
Il Paglione a Drap in Provenza.
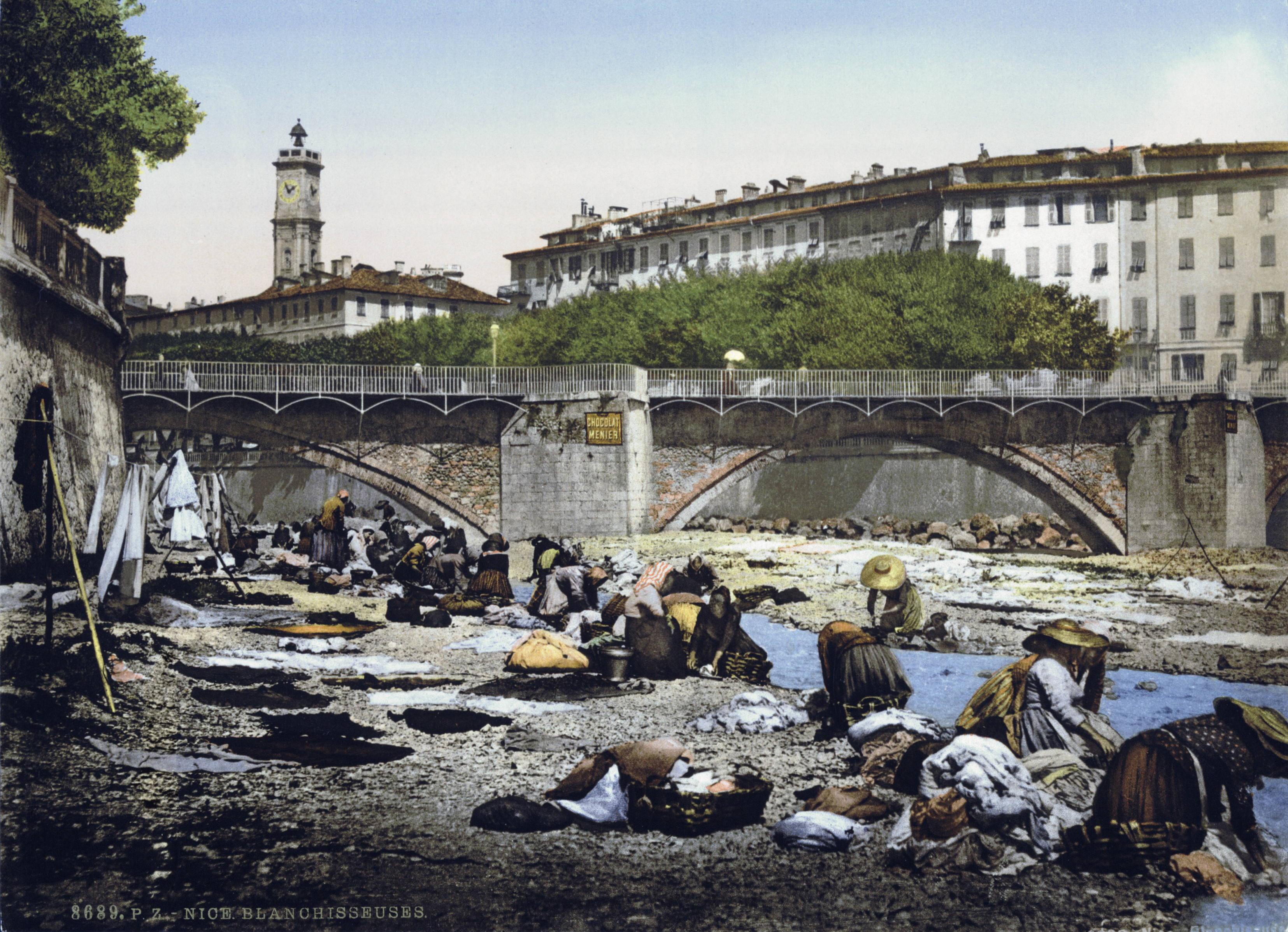
Le lavandaie, localmente dette "bucataie" (bugadières) dal termine dialettale piemontese "bugà", in italiano "bucato", che lavano la biancheria.